# Trechus schwarzi
Trechus schwarzi är en skalbaggsart som beskrevs av René Gabriel Jeannel. Trechus schwarzi ingår i släktet Trechus och familjen jordlöpare. Inga underarter finns listade i Catalogue of Life.